# Selezioni giovanili della nazionale maschile di pallavolo del Venezuela
Le selezioni giovanili della nazionale maschile di pallavolo del Venezuela sono gestite dalla federazione pallavolistica del Venezuela (FVVB) e partecipano ai tornei pallavolistici internazionali per squadre nazionali maschili limitatamente a specifiche classi d'età.

## Under-23
La selezione nazionale Under-23 rappresenta il Venezuela nelle competizioni internazionali dove il limite di età è di 23 anni.
| 2013 | 6º posto        |
| 2015 | non qualificata |
| 2017 | non qualificata |

| 2012 | non qualificata |
| 2014 | non qualificata |
| 2016 | non qualificata |
| 2018 | non qualificata |
| 2021 | non qualificata |
| 2023 | non qualificata |
| 2024 | non qualificata |
| 2025 | 3º posto        |

## Under-21
La selezione nazionale Under-21 rappresenta il Venezuela nelle competizioni internazionali dove il limite di età è di 21 anni.
| 1977 | 11º posto       |
| 1981 | non qualificata |
| 1985 | non qualificata |
| 1987 | non qualificata |
| 1989 | non qualificata |
| 1991 | 16º posto       |
| 1993 | 7º posto        |
| 1995 | 9º posto        |
| 1997 | 4º posto        |
| 1999 | 4º posto        |
| 2001 | 3º posto        |
| 2003 | 13º posto       |
| 2005 | non qualificata |
| 2007 | non qualificata |
| 2009 | non qualificata |
| 2011 | non qualificata |
| 2013 | 19º posto       |
| 2015 | non qualificata |
| 2017 | non qualificata |
| 2019 | non qualificata |
| 2021 | non qualificata |
| 2023 | non qualificata |

| 1972 | non qualificata |
| 1974 | non qualificata |
| 1976 | 3º posto        |
| 1978 | non qualificata |
| 1980 | 4º posto        |
| 1982 | non qualificata |
| 1984 | non qualificata |
| 1986 | 3º posto        |
| 1988 | 3º posto        |
| 1990 | 3º posto        |
| 1992 | 3º posto        |
| 1994 | 2º posto        |
| 1996 | 2º posto        |
| 1998 | 2º posto        |
| 2000 | 1º posto        |
| 2002 | 2º posto        |
| 2004 | 3º posto        |
| 2006 | 3º posto        |
| 2008 | 3º posto        |
| 2010 | 3º posto        |
| 2012 | 3º posto        |
| 2014 | non qualificata |
| 2016 | non qualificata |
| 2018 | non qualificata |
| 2022 | non qualificata |

| 2011 | 1º posto        |
| 2015 | non qualificata |
| 2017 | non qualificata |
| 2019 | non qualificata |
| 2022 | non qualificata |
| 2023 | non qualificata |

## Under-19
La selezione nazionale Under-19 rappresenta il Venezuela nelle competizioni internazionali dove il limite di età è di 19 anni.
| 1989 | non qualificata |
| 1991 | non qualificata |
| 1993 | non qualificata |
| 1995 | non qualificata |
| 1997 | 13º posto       |
| 1999 | 2º posto        |
| 2001 | 9º posto        |
| 2003 | 13º posto       |
| 2005 | non qualificata |
| 2007 | non qualificata |
| 2009 | non qualificata |
| 2011 | non qualificata |
| 2013 | non qualificata |
| 2015 | non qualificata |
| 2017 | non qualificata |
| 2019 | non qualificata |
| 2021 | non qualificata |
| 2023 | non qualificata |

| 1978 | 3º posto        |
| 1980 | 3º posto        |
| 1982 | non qualificata |
| 1984 | non qualificata |
| 1986 | non qualificata |
| 1988 | non qualificata |
| 1990 | 3º posto        |
| 1992 | 4º posto        |
| 1994 | 2º posto        |
| 1996 | 2º posto        |
| 1998 | 2º posto        |
| 2000 | 2º posto        |
| 2002 | 3º posto        |
| 2004 | 5º posto        |
| 2006 | 3º posto        |
| 2008 | 3º posto        |
| 2010 | 3º posto        |
| 2012 | 4º posto        |
| 2014 | non qualificata |
| 2016 | non qualificata |
| 2018 | 7º posto        |
| 2022 | non qualificata |

## Under-17
La selezione nazionale Under-17 rappresentava il Venezuela nelle competizioni internazionali dove il limite di età è di 17 anni.
| 2011 | 4º posto        |
| 2013 | non qualificata |
| 2014 | non qualificata |
| 2023 | non qualificata |